# Julgamento de Auschwitz
Julgamento de Auschwitz foi um julgamento realizado em 1947 em Cracóvia, Polônia para processar quarenta membros da equipe responsável pelo campo de concentração de Auschwitz. As sessões tiveram início em 24 de novembro, sendo encerradas em 22 de dezembro daquele ano.

## Sentenças
- Pena de morte: Arthur Liebehenschel, Maria Mandel, Johann Kremer, Hans Aumeier, August Bogusch, Therese Brandl, Arthur Breitwiser, Fritz Buntrock, Wilhelm Gehring, Paul Götze, Maximilian Grabner, Heinrich Josten, Hermann Kirschner, Josef Kollmer, Franz Kraus, Herbert Ludwig, Karl Möckel, Kurt Mueller, Eric Muhsfeldt, Ludwig Plagge, Hans Schumacher e Paul Szczurek (Arthur Breitwieser e Johann Kremer tiveram suas penas convertidas em prisão perpétua).
- Prisão perpétua: Luise Danz, Hans Koch, Anton Lechner, Adolf Medefind, Detlef Nebbe e Karl Seufert.
- Quinze anos de prisão: Alexander Bülow, Hans Hoffmann, Hildegard Lächert, Eduard Lorenz, Alice Orlowski, Franz Romeikat e Johannes Weber.
- Outros: Richard Schroeder (dez anos de prisão), Erich Dinges (cinco anos) e Karl Jeschke (três anos).
- Absolvido: Hans Münch